# オー・ド・ショース

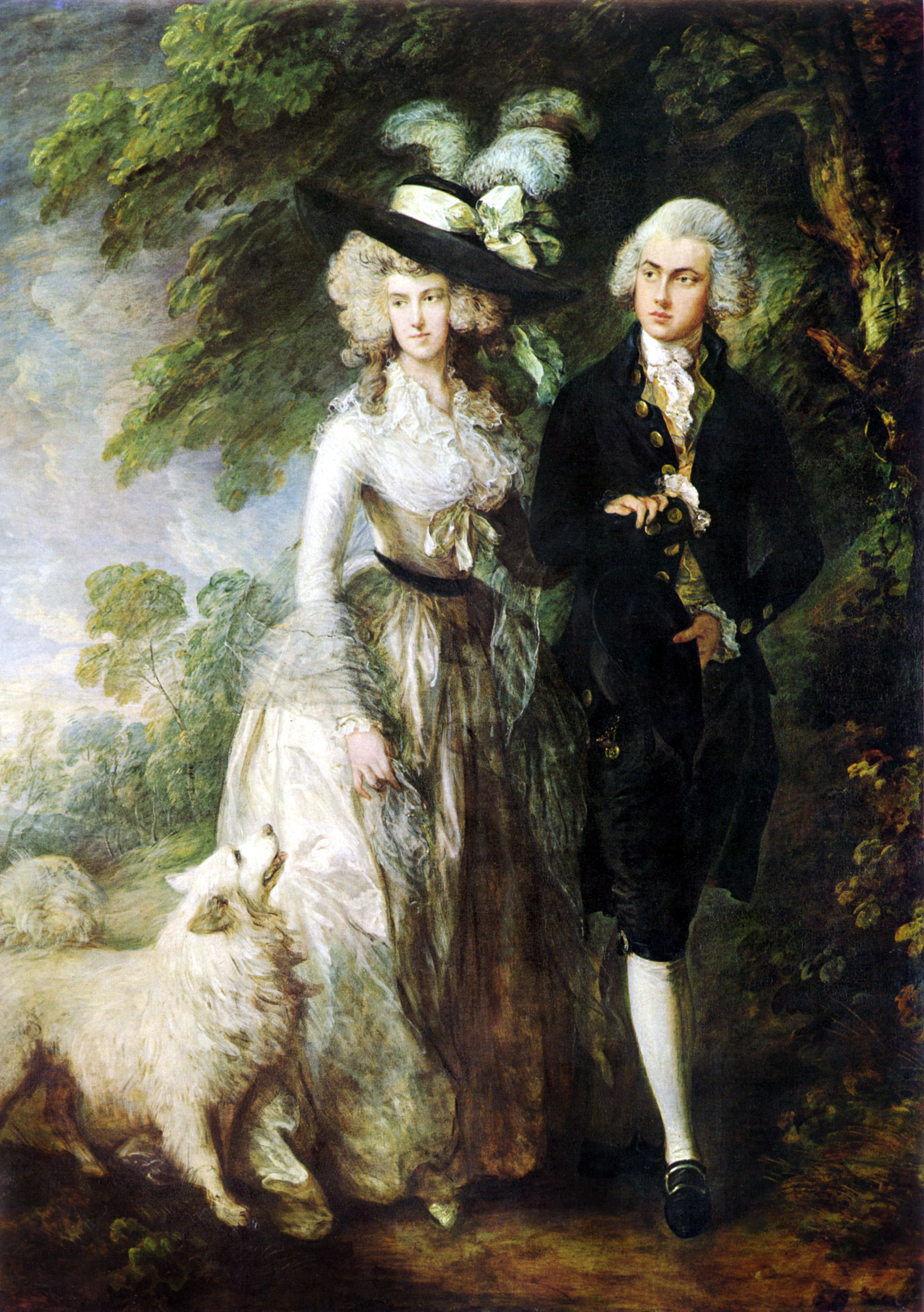
ウィリアム・ハレット夫妻。男性は白いバ・ド・ショースを着用している。トマス・ゲインズバラ作

オー・ド・ショース（仏: haut-de-chausses）とは、16世紀から17世紀にかけてヨーロッパの男性が着用したゆるやかな脚衣の一種。別名トランク・ホーズ（英: trunk-hose）。英語でブリーチズBreechesという場合もある。
それまで一体となっていたショース（タイツのような脚衣）が、16世紀にバ・ド・ショース（bas-de-chausses/靴下）とオー・ド・ショース（半ズボン）に分化したもの。キュロットの原型。
スペイン発祥のファッションだが、ヨーロッパ全域に広がり、地域による形状の差が大きかった。

## 概要
一般的な形状は、腿丈もしくは膝上丈の緩やかなハーフパンツに詰め物を施して丸く仕立てたもの。付属品として、内側にバ・ド・ショースを縫いつけ、股間は比翼仕立てになっておりコッドピースで覆っている。バ・ド・ショースは最初は安価な布でできていたが、スペインで絹ストッキングが作られるようになると大変な人気を博した。
地域差が大きく、スペインとフランスでは腿丈でタマネギ型に膨らませるタイプ、イタリア（おもに北部）では膝下丈で比較的緩やかなタイプ、イギリスでは腿丈でかぼちゃのように全体を大きく膨らませるタイプ、ドイツでは詰め物をせずバンド状の表地の間から裏地を引き出して垂らしたものが主流であった。特にイギリス型は動きづらいことで悪評高く、エリザベス1世は議会のイスをより座面の広いものに新調せねばならないほどであった。貴族の男性は一種類だけではなく、イタリア風やスペイン風など数種類のオー・ド・ショースを持つべきと考えられていた。
17世紀前半には、オー・ド・ショースの上にスカート型のラングラーヴという脚衣を着用することが流行したが、後に廃れる。17世紀後半には、オー・ド・ショースは詰め物を取り除かれ、キュロットと名を変えて再び単独で着用されるようになる。

## 装飾
16世紀は布地に切れ目を入れるスリット装飾が大流行した時期であった。スリット装飾はスイス傭兵の考案とされるもので、1490年代に発生したものとされている。生地に裂け目を入れて裏地や下着をのぞかせるもので、裂け目は全身に及んだ。1523年に、マテウス・シュバルツが注文したプールポワンには4800のスリットがつけられていたという。